# Hiroya Tanaka
Hiroya Tanaka (Wakkanai, Hokkaido, el Japó, 30 de setembre de 1952) és un arquitecte i doctor en arquitectura japonès. El seu principal camp de recerca és l'obra d'Antoni Gaudí.
D'ençà del 1978 fa dibuixos dels edificis de Gaudí i pren les mesures reals de les seves obres.

## Biografia
Es va graduar en arquitectura a la facultat d'enginyeria de la Universitat Kokushikan.
El 1978 es va traslladar a Barcelona i el 1981 inicià l'estudi de l'obra de Gaudí amb una beca del Ministeri d'Afers Exteriors d'Espanya.
El 1992 fou nomenat doctor en arquitectura per la Universitat Politècnica de Catalunya.

## Obres arquitectòniques

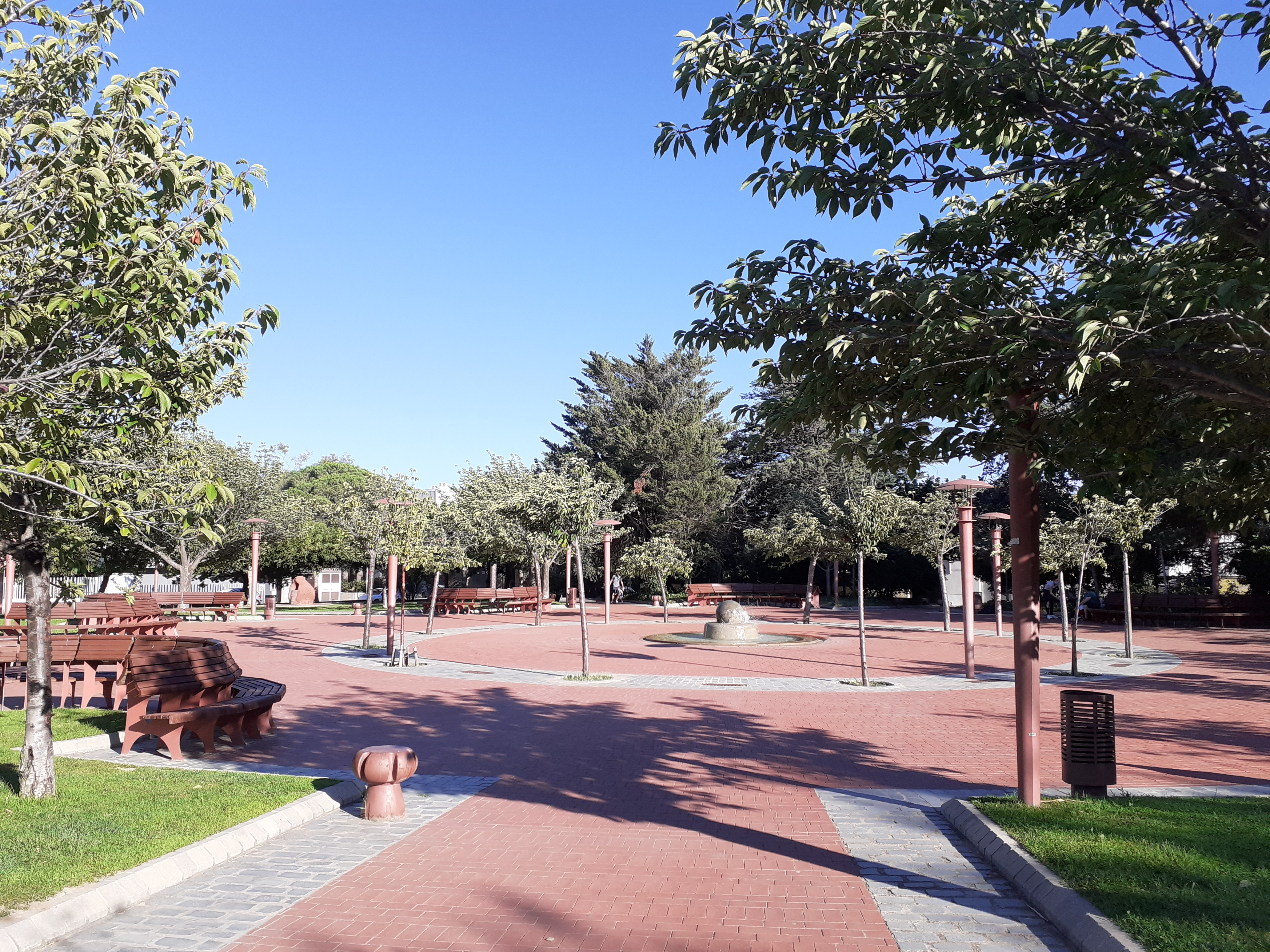
Imatge de la Plaça de l'Arbre de Riudoms

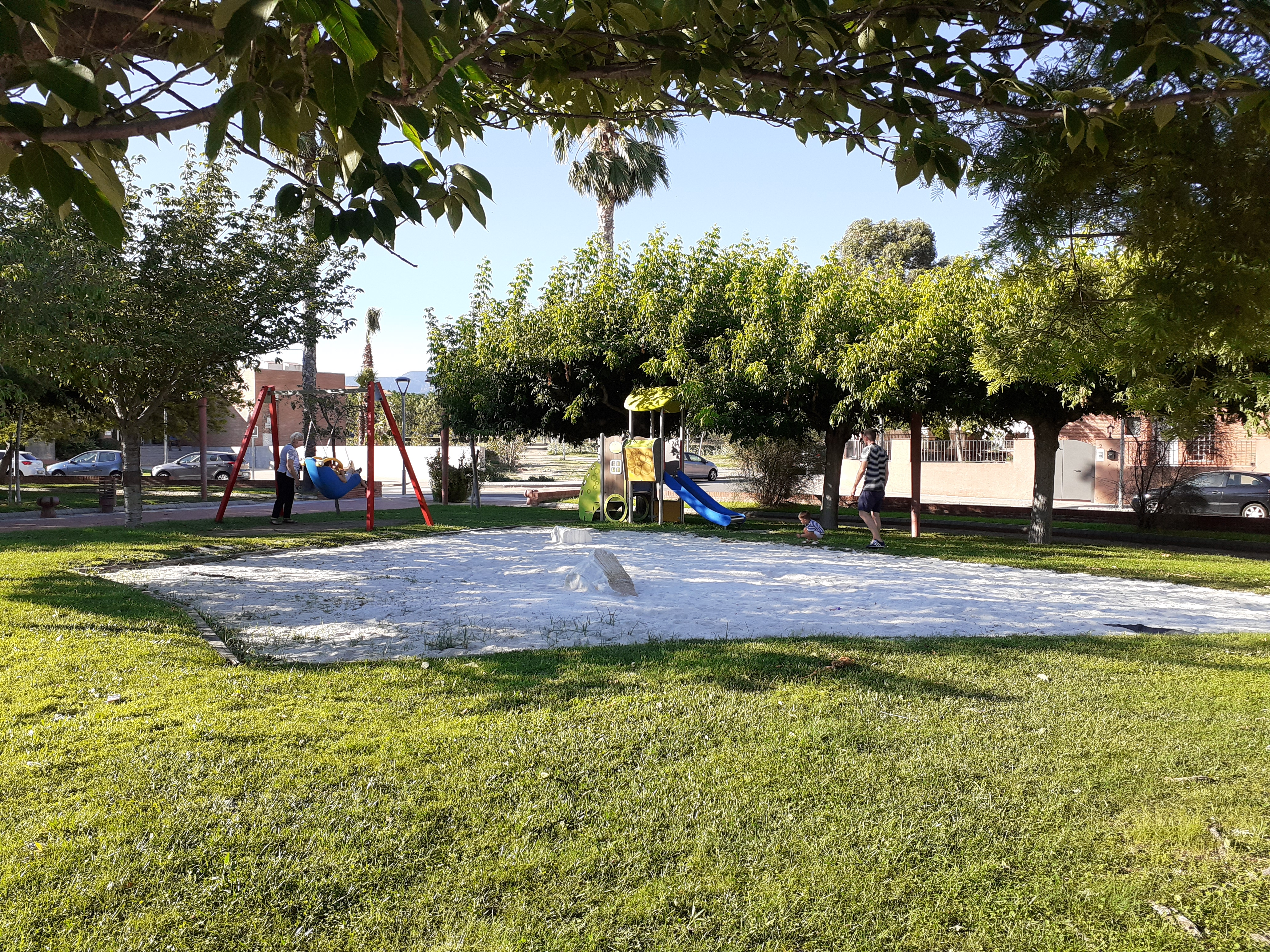
Imatge de la Plaça de l'Arbre de Riudoms

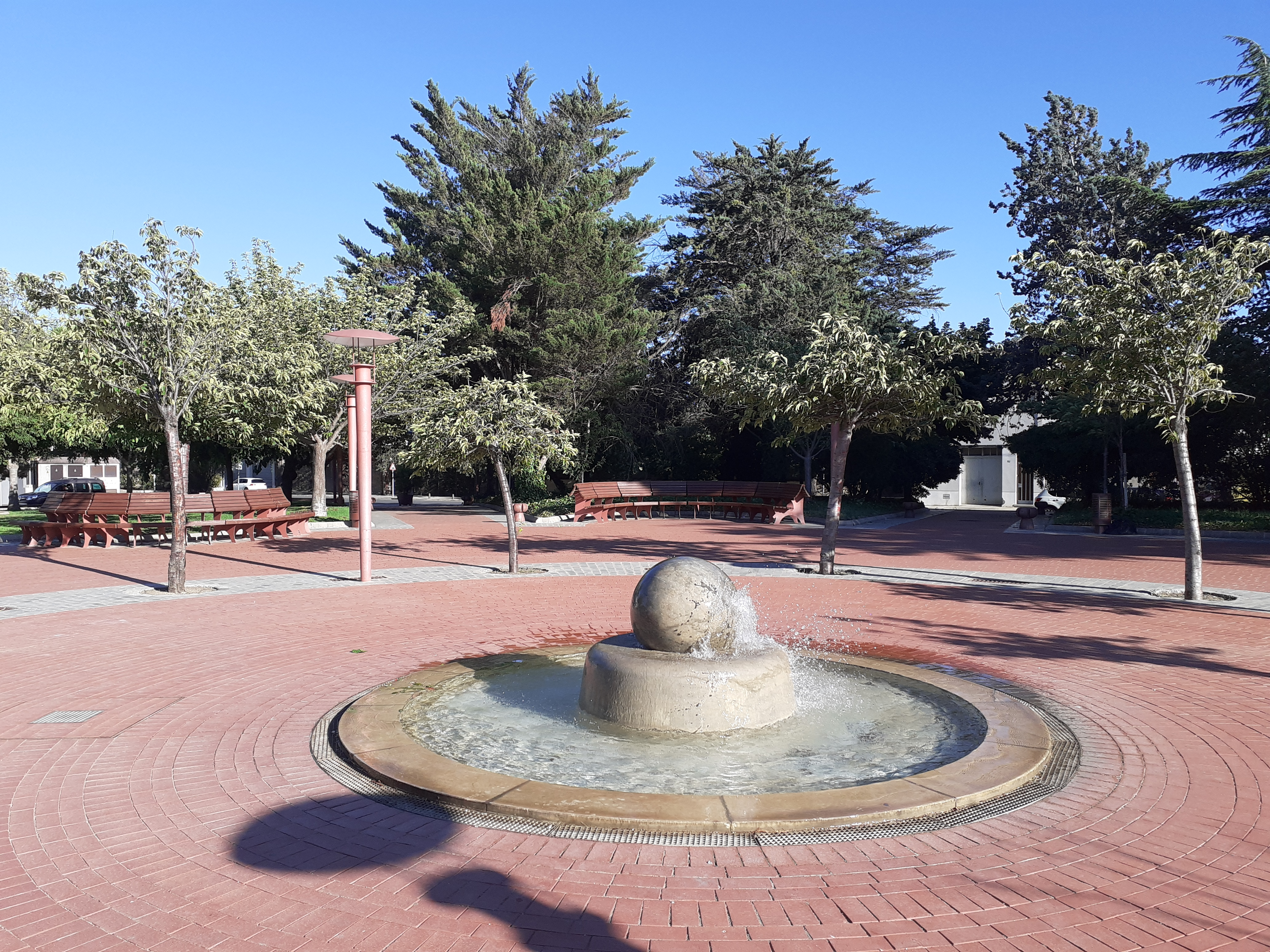
Imatge de la Plaça de l'Arbre de Riudoms

En les seves obres s'ha inspirat en l'obra de Gaudí i ha fet una fusió d'elements arquitectònics japonesos i catalans, com ara la volta catalana.
Entre les seves obres destaca, al Japó, la reforma de la guarderia Kitayama a Fuchū o el monument Volta de Muguet, a Ebetsu. A Catalunya, les seves obres són Casa Roca, a Sitges, Casa Paco, al Masnou i la Plaça de l'Arbre de Riudoms.
Els seus dibuixos de l'obra de Gaudí s'han exposat a llocs com el Col·legi d'Aparelladors de Barcelona, el Col·legi d'Arquitectes d'Hiroshima, la Galeria Sou de Sapporo, el Saló del Manga o el Museu d'Art de Girona o el Museu Archi Depot del Japó. Alguns dels seus dibuixos s'exposen permanentment a l'epicentre Gaudí de Riudoms.

## Premis
- 2004 Candidat al Premio Príncep de Astúries de les Arts.[5]
- 2015 Reconeixement oficial del Cònsol General del Japó a Barcelona (Sr. Makiuchi)[5]
- 2016 X Premis Gresol de Gaudí en Reus[6]
- 2018 Premi de l'Acadèmia 2017 (The Academic Society of Japan)[5]

## Publicacions
- "Dibuixos arquitectònics de mesurament de Gaudí", Shokokusha, 1986
- "Antoni Gaudí i els seus professors", 1988 ISSN 0563-0991
- "Gaudi i la Mesura", Gaudi Club, 1991
- "El monòleg de Gaudí", Kyoto Shoin, 1998, ISBN 978-4-76361664-7
- "El monòleg de Gaudí", Art Digest, 2001, ISBN 978-4-90045563-4
- "Gaudi's Architecture Read by Actual Measurement", Shokokusha, 2012, ISBN 978-4-39500899-5
- "Codi Gaudi, ulls de drac", Nagasaki Publishing, 2013, ISBN 978-4-86095566-3